# Mattim Birta
Mattim Birta (nep. मात्तिमविर्ता) – gaun wikas samiti we wschodniej części Nepalu w strefie Sagarmatha w dystrykcie Khotang. Według nepalskiego spisu powszechnego z 2001 roku liczył on 910 gospodarstw domowych i 4986 mieszkańców (2574 kobiet i 2412 mężczyzn).